# Ayşe Şan
Ayşe Şan, uttalas: Aysha Shan, född 1938 i Diyarbakir, död 18 december 1996 i Izmir, var en kurdisk sångerska. Hon anses vara en av de mest hyllade rösterna inom 1900-talets kurdiska musik, och kallades ofta ”den okrönta drottningen”.
Şan började sjunga på evenemang 1958.[källa behövs] 
På grund av det kulturella förtrycket mot kvinnor som sjunger – vilket betraktades som ofint eller syndigt – tvingades hon lämna Diyarbakır och bosätta sig i Gaziantep. Där inledde hon sin professionella karriär som sångerska för lokalradio, men tvingades till en början sjunga på turkiska i radion, eftersom kurdiska var förbjudet. Hon flyttade till Istanbul 1960 och med hjälp av en judisk man från Istanbul, fick sitt genombrott med sången Ez Xezalım, följt av sitt första kassettalbum med sånger på både kurdiska och turkiska.
Under en period av hård repression mot kurdisk musik emigrerade hon till Tyskland, där hon skrev låten Qederê efter att ha förlorat sin 18 månader gamla dotter Şahnaz. Hon återvände senare till Turkiet, nu som ensamstående mor till tre barn, men mötte hot på grund av sin musik och tvingades till slut att lämna landet igen. Hon bosatte sig i Bagdad där hon sjöng under namnet Eyşana Elî på Radio Bagdad. År 1979 besökte hon irakiska Kurdistan, där hon träffade många kurdiska musiker och sångare som Mihemed Arîf Cizîrî och Tahsîn Taha.[källa behövs]
Ayşe Şan kunde inte återvända nåt mer till Diyarbakır – inte ens när hennes mor ville träffa henne en sista gång före sin död. Hon tilläts heller aldrig besöka moderns grav, något som djupt präglade hennes liv och uttrycktes i sånger som Dayike. Hon levde i Izmir under senare delen av sitt liv. På 1990-talet drabbades hon av cancer, och efter 6 års kamp mot sjukdomen avled hon den 18 december 1996, ensam i sitt hem.
Ayşe Şan beskrev att hennes konstnärliga drivkraft kom från hennes far, vars sånger och röst hon ville föra vidare. Hon sade:
”Min far var en skicklig dengbêj. När han sjöng hördes hans röst över byarna. När han dog, lämnade han ett tomrum efter sig. Jag kände att jag måste föra hans sånger vidare.” Sorg är en röd tråd genom hennes musik. En av hennes mest kända låtar är Xerîbim Dayê, som handlar om hennes mors död.
Under sin karriär sade hon sig ha försökt ta sitt liv två gånger, efter att flera skivbolag blivit rika på hennes röst utan att hon själv fick något tillbaka. Ayşe Şan lämnade efter sig ett arv av sånger, smärta och motstånd – och betraktas idag som en av den kurdiska musikens mest inflytelserika kvinnor.